# 53 Cancri
53 Cancri, som är stjärnans Flamsteed-beteckning, är en ensam stjärna, belägen i den norra delen av stjärnbilden Kräftan och har även variabelbeteckningen BO Cancri. Den har en genomsnittlig skenbar magnitud av ca 6,2 och är mycket svagt synlig för blotta ögat där ljusföroreningar ej förekommer. Baserat på parallax enligt Gaia Data Release 2 på ca 3,4 mas, beräknas den befinna sig på ett avstånd på ca 960 ljusår (ca 290 parsek) från solen. Den rör sig bort från solen med en heliocentrisk radialhastighet på ca 14 km/s.

## Egenskaper
53 Cancri är en röd jättestjärna av spektralklass M3 III, och befinner sig på den asymptotiska jättegrenen. Den har en radie som är ca 87 solradier och utsänder från dess fotosfär ca 1 175 gånger mera energi än solen vid en effektiv temperatur av ca 3 600 K.
53 Cancri är en halvregelbunden variabel som varierar mellan skenbar magnitud 5,9 och 6,4 med en period på 27 dygn. Den misstänks också ha en andra period på 270 dygn.